# Klagenfurt Hauptbahnhof
Klagenfurt Hauptbahnhof vasútállomás Ausztriábanban, Klagenfurtban.

## Vasútvonalak
Az állomást az alábbi vasútvonalak érintik:
- Drautalbahn
- Rosentalbahn
- Koralmbahn - 2022 után

## Kapcsolódó állomások
A vasútállomáshoz az alábbi állomások vannak a legközelebb:
- Klagenfurt Süd

## Forgalom
| Vonatnem       | Útvonal                                                                                        | Járatok száma                                 |
| -------------- | ---------------------------------------------------------------------------------------------- | --------------------------------------------- |
| ÖBB railjet    | St. Veit an der Glan – Bruck an der Mur – Wiener Neustadt – Wien Meidling / Wien Matzleinsdorf | 5                                             |
| ÖBB railjet    | Villach Hbf                                                                                    | 4                                             |
| ÖBB InterCity  | St. Veit an der Glan – Bruck an der Mur – Wiener Neustadt – Wien Matzleinsdorf                 | 2                                             |
| ÖBB InterCity  | Villach Hbf – Spittal Millstättersee – Salzburg Hbf                                            | 1                                             |
| ÖBB InterCity  | Villach Hbf – Spittal Millstättersee – Lienz in Osttirol                                       | 1                                             |
| ÖBB InterCity  | Villach Hbf – Salzburg Hbf – Linz Hbf – Wien Westbf                                            | 2                                             |
| EuroCity       | Hamburg-Altona – Berlin Hbf – Prag Hbf – Wien Meidling – Bruck an der Mur –                    | 1                                             |
| EuroCity       | Dortmund Hbf – Köln Hbf – München Hbf – Salzburg Hbf – Villach Hbf                             | 1                                             |
| EuroCity       | Frankfurt Hbf – Stuttgart Hbf – München Hbf – Salzburg Hbf – Villach Hbf                       | 1                                             |
| EuroCity       | München Hbf – Salzburg Hbf – Villach Hbf                                                       | 1                                             |
| EuroCity       | Villach Hbf                                                                                    | 1                                             |
| EuroCity       | Bruck an der Mur – Wien Meidling – Katowice – Warzawa Wschodnia                                | 1                                             |
| ÖBB ICBus      | Villach Hbf – Udine stazione – Venezia Mestre – Venezia Tronchetto                             | 4                                             |
| ÖBB ICBus      | Wolfsberg Bahnhofvorplatz – Graz Hbf                                                           | 7 (Montag: 8)                                 |
| EuroNotte      | Villach Hauptbahnhof - Venezia Mestre - Firenze S.M.N. - Roma Termini                          | 1                                             |
| EuroNotte      | Villach Hauptbahnhof - Venezia Mestre - Firenze S.M.N. - Pisa Centrale - Livorno Centrale      | nem minden nap                                |
| EuroNotte      | Bruck an der Mur - Wien Meidling / Matzleinsdorf                                               | 1 ( 2, amikor vonat jön Livorno Centrale-ból) |
| REX            | Villach Hauptbahnhof - Spittal Millstättersee                                                  | 1 (csak munkanapokon)                         |
| REX            | St. Veit an der Glan - Friesach in Ktn.                                                        | 1                                             |
| REX            | Villach Hauptbahnhof - Rosenbach                                                               | 1 (Hétfőtől péntekig)                         |
| REX            | Villach Hauptbahnhof                                                                           | 1 (csak munkanapokon)                         |
| REX            | St. Veit an der Glan                                                                           | 1                                             |
| REX            | Bleiburg - Wolfsberg in Ktn.                                                                   | 1 (2 csak munkanapokon)                       |
| R              | Bleiburg - Wolfsberg in Ktn.                                                                   | 11                                            |
| R              | Bleiburg - Wolfsberg in Ktn. - Bad St. Leonhard                                                | 2                                             |
| R              | Villach Hauptbahnhof - Spittal Millstättersee - Silian                                         | 1 (csak munkanapokon)                         |
| R              | St. Veit an der Glan - Friesach in Ktn. - Unzmarkt                                             | 1                                             |
| S-Bahn Kärnten | St. Veit an der Glan                                                                           | 20-30 percenként                              |
| S-Bahn Kärnten | St. Veit an der Glan - Friesach in Ktn.                                                        | 60 percenként                                 |
| S-Bahn Kärnten | Villach Hauptbahnhof                                                                           | 20-30 percenként                              |
| S-Bahn Kärnten | Villach Hauptbahnhof - Spittal Millstättersee                                                  | 60 percenként                                 |
| S-Bahn Kärnten | Maria Rain - Weizelsdorf                                                                       | 60 percenként (hétfőtől péntekig)             |

Intercitybus
| Klagenfurt Hbf | Wolfsberg Bhf                                       | Graz Hbf            | kétóránként |
| Klagenfurt Hbf | Villach Hbf - Stazione FS di Udine - Venezia Mestre | Venezia Santa Lucia | kétóránként |

Westbus
Naponta kettő